# 30-й отдельный аэросанный батальон
30-й отдельный аэросанный батальон — воинское подразделение вооружённых сил СССР в Великой Отечественной войне. За время войны существовало два формирования батальона.

## 1-е формирование
Батальон формировался с осени 1941 года в Соликамске.
В составе действующей армии с 15.02.1942 по 13.05.1942.
Транспортный батальон, на вооружении батальона состояли аэросани НКЛ-16.
26.12.1941 прибыл в Сталинград, затем, по-видимому, переброшен под Москву. В феврале 1942 года вошёл в состав 50-й армии, обеспечивал наступление армии на спас-деменском направлении, затем переправлен вновь в Соликамск, где был расформирован.

### Подчинение
| Дата            | Фронт (округ)           | Армия      | Корпус | Дивизия | Бригада | Примечания |
| --------------- | ----------------------- | ---------- | ------ | ------- | ------- | ---------- |
| 01.01.1942 года | -                       | -          | -      | -       | -       | нет данных |
| 01.02.1942 года | -                       | -          | -      | -       | -       | нет данных |
| 01.03.1942 года | Западный фронт          | 50-я армия | -      | -       | -       | -          |
| 01.04.1942 года | Западный фронт          | 50-я армия | -      | -       | -       | -          |
| 01.05.1942 года | Западный фронт          | 50-я армия | -      | -       | -       | -          |
| 01.06.1942 года | Уральский военный округ | -          | -      | -       | -       | -          |

## 2-е формирование
Батальон сформирован  осенью 1942 года в Соликамске на основании директивы №731087 заместителя наркома обороны генерал-полковника Щаденко Е.А..
В составе действующей армии с 14.11.1942 по 01.06.1944.
Транспортный батальон, на вооружении батальона состояли аэросани НКЛ-16.
В октябре 1942 года переброшен на рубеж реки Свирь, где вошёл в состав или 69-й морской стрелковой бригады, или 70-й морской стрелковой бригады
01.06.1944 расформирован.

### Подчинение
| Дата            | Фронт (округ)           | Армия               | Корпус | Дивизия | Бригада                                                             | Примечания |
| --------------- | ----------------------- | ------------------- | ------ | ------- | ------------------------------------------------------------------- | ---------- |
| 01.11.1942 года | Уральский военный округ | -                   | -      | -       | -                                                                   | -          |
| 01.12.1942 года | -                       | 7-я отдельная армия | -      | -       | -                                                                   | -          |
| 01.01.1943 года | -                       | 7-я отдельная армия | -      | -       | 69-я морская стрелковая бригада или 70-я морская стрелковая бригада | -          |
| 01.02.1943 года | -                       | 7-я отдельная армия | -      | -       | 69-я морская стрелковая бригада или 70-я морская стрелковая бригада | -          |
| 01.03.1943 года | -                       | 7-я отдельная армия | -      | -       | 69-я морская стрелковая бригада или 70-я морская стрелковая бригада | -          |
| 01.04.1943 года | -                       | 7-я отдельная армия | -      | -       | 69-я морская стрелковая бригада или 70-я морская стрелковая бригада | -          |
| 01.05.1943 года | -                       | 7-я отдельная армия | -      | -       | 69-я морская стрелковая бригада или 70-я морская стрелковая бригада | -          |
| 01.06.1943 года | -                       | 7-я отдельная армия | -      | -       | 69-я морская стрелковая бригада или 70-я морская стрелковая бригада | -          |
| 01.07.1943 года | -                       | 7-я отдельная армия | -      | -       | 69-я морская стрелковая бригада или 70-я морская стрелковая бригада | -          |
| 01.08.1943 года | -                       | 7-я отдельная армия | -      | -       | 69-я морская стрелковая бригада или 70-я морская стрелковая бригада | -          |
| 01.09.1943 года | -                       | 7-я отдельная армия | -      | -       | 69-я морская стрелковая бригада или 70-я морская стрелковая бригада | -          |
| 01.10.1943 года | -                       | 7-я отдельная армия | -      | -       | 69-я морская стрелковая бригада или 70-я морская стрелковая бригада | -          |
| 01.11.1943 года | -                       | 7-я отдельная армия | -      | -       | 69-я морская стрелковая бригада или 70-я морская стрелковая бригада | -          |
| 01.12.1943 года | -                       | 7-я отдельная армия | -      | -       | 69-я морская стрелковая бригада или 70-я морская стрелковая бригада | -          |
| 01.01.1944 года | -                       | 7-я отдельная армия | -      | -       | -                                                                   | -          |
| 01.02.1944 года | -                       | 7-я отдельная армия | -      | -       | -                                                                   | -          |
| 01.03.1944 года | Карельский фронт        | 7-я армия           | -      | -       | -                                                                   | -          |
| 01.04.1944 года | Карельский фронт        | 7-я армия           | -      | -       | -                                                                   | -          |
| 01.05.1944 года | Карельский фронт        | 7-я армия           | -      | -       | -                                                                   | -          |

## Состав
- В батальоне три аэросанные роты, в каждой по три взвода, в каждом из взводов по три машины.